# Appenzell
Cet article concerne le chef-lieu et la ville statistique. Pour les autres significations, voir Appenzell (homonymie).
Appenzell est le chef-lieu du canton d'Appenzell Rhodes-Intérieures, situé dans les deux districts d'Appenzell et de Schwende-Rüte, en Suisse.

## Toponymie
Appenzell est mentionné pour la première fois en 1071 sous le nom d’Abbacella, puis Abtenzelle, signifiant « la retraite de l’abbé ». Ce nom fait référence à une résidence secondaire de l'abbé de Saint-Gall. En 1223 apparaît le toponyme Abattiscella (Cella étant le terme latin désignant une cellule monacale).

## Géographie

### Situation
Le village est situé sur le cours de la rivière Sitter, au pied du massif des Préalpes appenzelloises. Il se trouve à cheval sur les deux districts d'Appenzell, de Schwende-Rüte.

### Transports
- Ligne ferroviaire des Chemins de fer appenzellois Gossau–Appenzell
- Ligne ferroviaire des Chemins de fer appenzellois Saint-Gall–Appenzell
- Lignes du bus pour Teufen et Stein
- Autoroute A1 Genève-St. Margrethen, sortie 81

## Histoire
En 1378, la réunion des communes forma le pays d'Appenzell. En 1401-1408 se déroulent les guerres de libération d'Appenzell et, en 1411, le couvent renonce à toutes ses prétentions.

## Démographie
Au 31 décembre 2019, Appenzell comptait 5778 habitants. Cela représente une décroissance de −0,4 % par rapport à 2009 et une densité de population de 3 habitants par hectare. Bien qu'elle ne remplisse pas les conditions statistiques, Appenzell est considérée comme une ville car elle fait partie de l'Union des villes suisses.

## Culture et patrimoine

### Héraldique
| Blason | Blasonnement : D'argent à l'ours levé, armé et lampassé de gueules, accompagné d'un anneau aulique alésé de gueules entre les pattes antérieures. |

### Patrimoine bâti

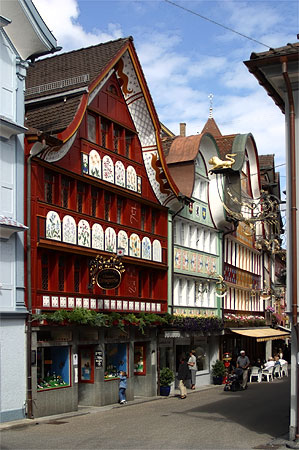
Centre du village d'Appenzell.

- Place mythique de la Landsgemeinde, où jusqu'en 1991, seuls les hommes pouvaient voter, à main levée.
- Église paroissiale Saint-Maurice
- Église réformée, construite en 1908-1909
- Chapelle de la Sainte-Croix édifiée en 1561

- Couvent de Capucines Sainte-Marie-des-Anges (Maria der Engel), érigé en 1679–1682 à côté du château

- Hôtel de Ville, construction de 1561-1563, avec des fresques sur sa façade retraçant des épisodes de l'histoire appenzelloise
- Chancellerie cantonale (Landeskanzlei), construite en 1914

### Personnalités
- Raymond Broger (de), conseiller national[5]
- Ottilia Grubenmann, sage-femme
- Arnold Koller, conseiller fédéral
- Roman Signer (1938-), artiste
- Conrad Zellweger (1559-1648), peintre et personnalité politique